# Hutsulsjtjyna Nationalpark
Hutsulsjtjyna Nationalpark ( ukrainsk: Гуцульщина , bogstaveligt talt, " Hutsul Land") er en nationalpark i Ukraine. Den ligger i det vestlige Ukraines del af bjergkæden Karpaterne. Hutsulsjtjyna Nationalpark blev oprettet den 14. maj 2002 og dækker et areal på 322,48 km2. Administrativt ligger den i Ivano-Frankivsk Oblast.

## Topografi
Parken ligger på den østsiden af Karpaterne, med områder der når op i 1.472 meters højde på bjerget Gregit, det højeste punkt i parken. De lavere bjerge har højder på 350 - 500 meter over havet. Bjergryggene løber i parallelle linjer fra nordvest til sydøst, med relativt flade toppe, stejle skråninger og brede bassiner imellem. Floden Cheremosh løber langs parkens sydlige grænse.